# Silvia Casalino
Pour les articles homonymes, voir Casalino (homonymie).
Silvia Casalino (née en 1971) est une ingénieure spatiale, réalisatrice et militante féministe lesbienne d'origine italienne.

## Biographie

### Carrière d'ingénieure spatiale
Silvia Casalino est diplômée de l'École polytechnique de Milan en ingénierie spatiale et de l'Institut supérieur de l'aéronautique et de l'espace (spécialisée dans les systèmes de transmission pour les satellites en orbites basses). Elle travaille depuis 2001 au Centre national d'études spatiales à Paris,, en tant que responsable du pilotage automatique en phase balistique, puis en tant que cheffe de projet pour le lanceur Vega.

### DocumentaireNo Gravity
À côté de sa profession d'ingénieure spatiale, Silvia Casalino est réalisatrice de films documentaires, ainsi que DJ. Elle est notamment connue pour son premier documentaire de 59 minutes No Gravity,,,,,,,,, produit par la ZDF et sorti en 2011. Il s'agit d'une recherche documentaire réalisée entre 2009 et 2011 qui fait sienne la méthodologie de Donna Haraway dans le Manifeste cyborg.

Le sujet du film est influencé par un rêve d'enfance, celui de devenir astronaute. Rêve auquel elle doit renoncer car elle est refusée lorsqu'elle postule auprès de l'agence spatiale européenne, prétendument en raison de son sexe. Ce fait marquant débute un questionnement personnel sur la place des femmes dans le vol spatial, qui aboutit au tournage du film. Silvia Casalino retranscrit dans ce documentaire la vie de femmes qui ont réussi à devenir astronautes. Elle a déclaré à ce sujet : « il fallait que le film ne soit pas victimiste, mais que chaque situation négative soit retournée de manière constructive. » Cette œuvre peut alors être vue comme une critique de la société. 

« J’ai toujours voulu explorer des endroits inaccessibles et dangereux. Enfant, je rêvais d’aller dans l’espace. J’ai souvent entendu dire que c’était un métier d’hommes, qu’il ne fallait pas rêver. J’ai refusé ce déterminisme, je suis devenue ingénieur en aéronautique, j’ai construit des fusées, j’ai postulé pour être spationaute, j’ai commencé à m’entraîner et j’ai été refusée. Passée la première colère, j’ai cherché à comprendre pourquoi. Mon interrogation sur la place des femmes dans la conquête spatiale, a ouvert une réflexion plus globale sur les limites de la notion de "genre" et ses représentations. »

### Militantisme féministe
Silvia Casalino est une fervente défenseure des causes féministe et LGBT.
Elle est coprésidente de la Conférence européenne des lesbiennes (EL*C) qui s'est tenue à Vienne du 5 au 8 octobre 2017, puis à Kiev du 12 au 14 avril 2019,,. Elle fait également partie de l'équipe de football Les Dégommeuses.
Elle écrit également des articles, par exemple pour les revues Ravages, Vacarme ou encore GLU magazine.

### Vie privée
Silvia Casalino est en couple avec Alice Coffin, journaliste, militante lesbienne et élue au Conseil de Paris.

## Filmographie
- No Gravity[24], réalisé en 2011